# Chen Lu (schilder)
Chen Lu (Chinees: 陳錄) was een Chinees kunstschilder die actief was tijdens de vroege Ming-periode, tijdens de regering van Zhengtong (1435–1449). Zijn omgangsnaam was Xianzhang (憲章) en zijn artistieke naam Ruyin Jushi (如隱居士). Chen was geboren in Huiqi (會䅲), het huidige Shaoxing in de provincie Zhejiang. Zijn precieze geboorte- en sterfdatum zijn niet bekend.
Chen was gespecialiseerd in bamboeschilderingen en het schilderen van den en pruimenbloesem. Samen vormen deze drie de 'Drie Vrienden van de Winter', een traditioneel Chinees schildersmotief. Chens werken onderscheiden zich door hun complexe composities met grillig gevormde takken en dichte begroeiing. Voor de pruimenbloesem gebruikte hij onder andere de monochrome quanban-techniek (圈瓣; 'omcirkelde bloemblaadjes'), die werd ontwikkeld door Yang Buzhi (1097–1169) uit de Zuidelijke Song.
- International Standard Name Identifier: 0000 0000 4956 238X
- Library of Congress Control Number: nr2002017303
- Système universitaire de documentation: 174419260
- Virtual International Authority File: 56546469
- WorldCat: E39PBJjCJXfvjTB9G7cMv9wpyd